# Bleu bleuet
Pour les articles homonymes, voir Bleuet.

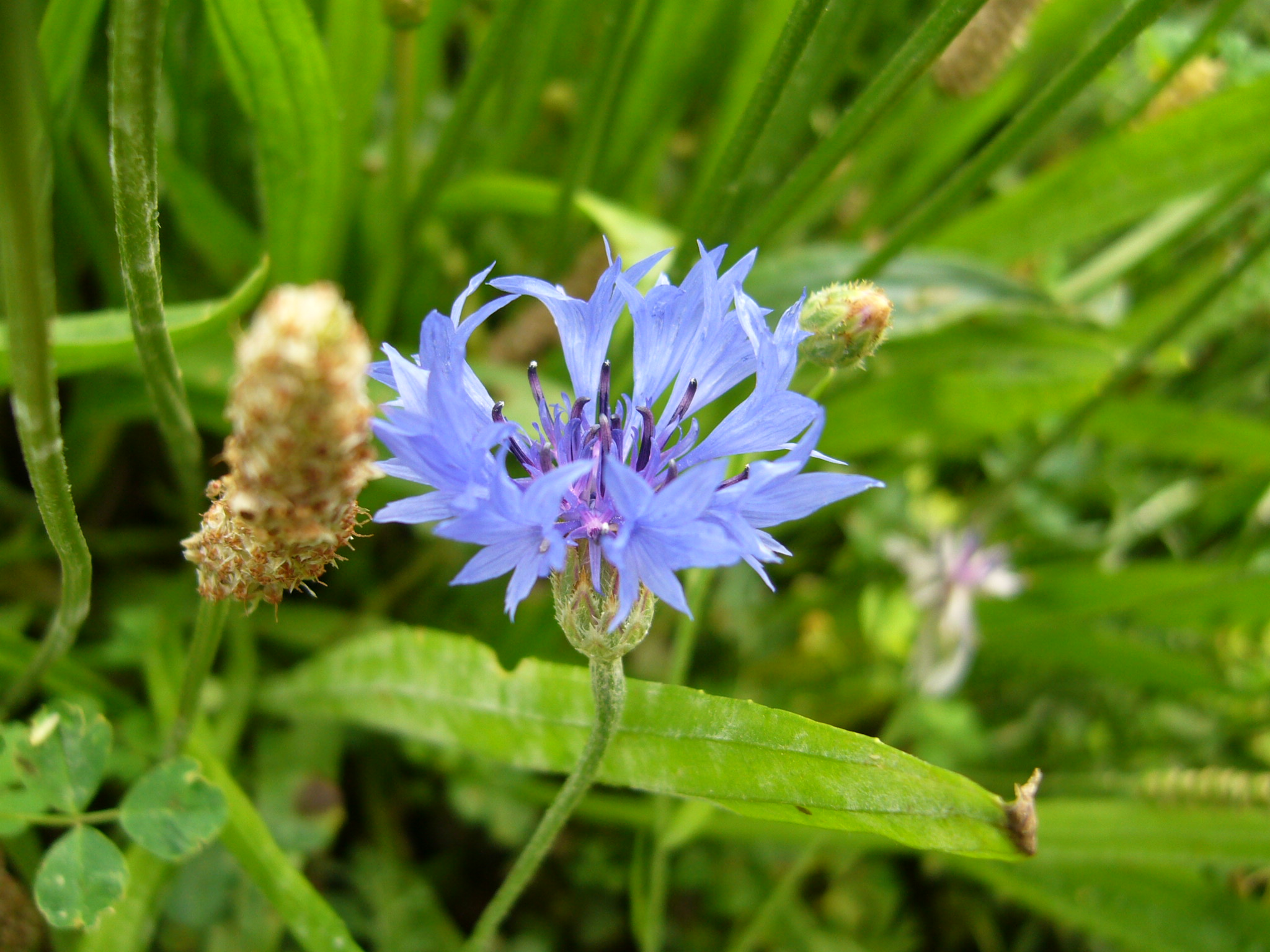
Bleuet.

Le bleu bleuet ou bleu barbeau sont des noms de couleur d'un usage ancien dans le domaine de la mode principalement. Ils désignent des nuances de bleu clair, d'après la couleur de la fleur du Bleuet des champs ou barbeau (Centaurea cyanus). Le bleu barbeau a été à la mode pour les costumes masculins au début du XIXe siècle.
Dans les nuanciers contemporains, on trouve 793 bleuet, bleuet, 095 bleuet.
Les noms de couleur du Web comportent le mot-clé cornflowerBlue, signifiant bleu bleuet, et appelant le code #6495ED (r=100, v= 149, b= 237).

## Histoire

### Un terme de mode
Mode féminine et uniforme militaire Premier Empire
« Modes — On porte encore des coiffures oblongues avec chefs d'or ou d'argent. Pour les capotes, la mode dominante est le jonquille sur un fond ramoneur ou bleu barbeau. »
« L'uniforme des officiers de santé de la marine est composé comme il suit : L'habit sera, pour tous les officiers de santé, en drap bleu barbeau, mêlé d'un huitième de blanc. »
Mode masculine
« Un habit bleu-barbeau me fut secrètement confectionné tant bien que mal », écrit Honoré de Balzac en 1836  à propos d'une anecdote se déroulant en 1815.
« il portait un superbe habit bleu barbeau, une culotte de casimir noisette, des bottes à revers et un long gilet blanc. »
« Si depuis l'adoption du frac, après le régime de la Convention, on a porté des habits vert-pomme, vert-laurier, bleu-barbeau, ces couleurs ont été passagères, même sous le consulat et l'empire et depuis l'application du bleu de Prusse sur la laine, les tons moyens de cette couleur, nous ne disons pas les tons clairs, n'ont été que bien peu portés, et en pantalons seulement […]. »
bleu bleuet
Terme de mode attesté en 1846, à propos d'une robe de la couturière Lepage : « […] chapeau de négligé de ville en velours plein gris chinchilla, orné d'une plume de même couleur, et garni, sous la passe, de coques de velours bleu-bluet […]. »

### Autrefois une nuance violacée
En 1861, Michel-Eugène Chevreul cite le bleu barbeau dans la liste des « noms les plus connus qui correspondent à chacune » des couleurs type de son cercle chromatique, au bleu-violet 12 tonà14 ton. Par comparaison, Chevreul cote le bleu outremer artificiel (bleu Guimet) 4 bleu, soit deux échelons moins violacé. Il cote le Bleuet sur soie de Guinon 
3 bleu 10 ton et celui de Tuvée 3 bleu 12 ton, sans se déjuger pour ce qui est du bleuet normal, synonyme du bleu barbeau.
Le Répertoire de couleurs des chrysanthémistes (1905) donne Bleu bleuet ou Bleu barbeau comme synonymes de bleu outremer, dans des nuances lavées de blanc. Le ton 2 est celle du bleuet des champs ou de la comméline à feuille rude (Commelina scabra).